# Muzeum (metropolitana di Praga)
Muzeum è una stazione della metropolitana di Praga che serve come unico punto di interscambio tra la linea A e la linea C.

## Storia
La stazione della linea C è stata attivata il 9 maggio 1974, con la prima tratta della metropolitana di Praga, tra Sokolovská e Kačerov. La stazione della linea A è stata invece attivata il 12 agosto 1978, insieme alla sezione inaugurale da Leninova a Náměstí Míru della linea A.
La stazione della linea A fu danneggiata durante l'alluvione dell'agosto 2002 e quella della linea C divenne temporaneamente un capolinea.

## Strutture e impianti
Ciascuna stazione è sotterranea ed è dotata di 2 binari, serviti da una banchina centrale.

## Servizi
La stazione è dotata di ascensori per le persone a mobilità ridotta.
- Biglietteria
- Servizi igienici

## Interscambi
- Fermata tram (linee 11 e 13)[3]